# Ямасіта Маюмі
Маюмі Ямасіта (яп. 山下 まゆみ, 22 листопада 1975, Такаяма) — японська дзюдоїстка важкої вагової категорії, яка виступала за збірну Японії наприкінці 1990-х — на початку 2000-х років. Бронзова призерка літніх Олімпійських ігор у Сіднеї, володарка бронзової медалі чемпіонату Азії, срібна призерка Східноазійських ігор в Осаці і літньої Універсіади в Пальмі-де-Мальорці, переможниця багатьох турнірів національного та міжнародного рівня.

## Біографія
Маюмі Ямасіта народилася 22 листопада 1975 року в місті Такаяма префектури Ґіфу. Активно займатися дзюдо почала під час навчання в другому класі школи, пізніше продовжила підготовку в Університеті Това, тренувалася під час служби в поліції префектури Осака. Вперше заявила про себе в 1997 році, вигравши бронзову медаль на жіночому чемпіонаті Японії.
Першого серйозного успіху на дорослому міжнародному рівні досягла 1999 року, коли потрапила до основного складу японської національної збірної і побувала на Універсіаді в Пальма-де-Майорці, звідки привезла срібну нагороду, яку вона виграла в абсолютній ваговій категорії — у вирішальному поєдинку зазнала поразки від китаянки Юань Хуа.
Рік по тому у важкій вазі отримала срібну медаль на домашньому чемпіонаті Азії в Осаці і завдяки низці вдалих виступів удостоїлася права захищати честь країни на літніх Олімпійських іграх 2000 року в Сіднеї. Взяла гору над першими трьома суперницями, у тому числі над росіянкою Іриною Родіною, чинною чемпіонкою Європи, однак на стадії півфіналів програла кубинці Даймі Бельтран і позбулася всіляких шансів на перемогу в турнірі. У втішному поєдинку за третє місце поборола французьку дзюдоїстку Крістін Сіко і змушена була задовольнитися бронзової олімпійською нагородою.
Після сіднейської Олімпіади Ямасіта залишилася в основному складі дзюдоїстської команди Японії і продовжила брати участь у найбільших міжнародних турнірах. Так, 2001 року вона додала до послужного списку срібну медаль, яку отримала у відкритій ваговій категорії на домашніх Східноазійських іграх в Осаці — цього разу у вирішальному поєдинку її зупинила представниця КНР Сунь Фумін. Попри цей успіх, на чемпіонаті світу в Мюнхені виступила невдало, програла обидва своїх поєдинки. Невдовзі після закінчення цих змагань вирішила завершити кар'єру професійної спортсменки, поступившись місцем в збірній молодим японським дзюдоїсткам.